# Lupta Josh
Lupta Josh (Josh Fight) a fost un meme viral pe internet, o luptă falsă și o strângere de fonduri de caritate care s-a ținut la Air Park din Lincoln, Nebraska, pe 24 aprilie 2021. Evenimentul a fost conceput de un student la inginerie civilă pe nume Josh Swain din Tucson, Arizona, pe 24 aprilie 2020. Evenimentul a câștigat popularitate după ce o captură de ecran al unei conversații dintr-un grup de Messenger, care implica mai mulți utilizatori pe nume Josh Swain, s-a răspândit pe scară largă pe internet.
Swain i-a încurajat pe participanții conversației să se întâlnească la niște coordonate și să concureze pentru dreptul de a folosi numele „Josh”. Evenimentul, deși intenționat inițial ca o glumă, a atras un grup de aproape o mie de participanți în ziua evenimentului. În ciuda titlului, adunarea a fost ușoară și nu a fost implicată nicio violență reală. Wall Street Journal a scris că evenimentul a devenit o „știre fenomen în întreaga lume”.

## Circumstanțe
Pe 24 aprilie 2020, mai mulți utilizatori de Facebook Messenger, pe nume Josh Swain, au fost adăugați la într-o conversație de grup în care apărea mesajul:
- Probabil vă întrebați de ce v-am adunat astăzi pe toți aici.
- Pentru că avem aceleași nume...?
- Mai precis, 24.04.2021, ora 12:00, veniți la aceste coordonate (40°49′20″N 96°47′54″W / 40.8223286°N 96.7982002°V), ne batem, iar oricine câștigă poate să-și păstreze numele, iar toți ceilalți trebuie să și-l schimbe, aveți un an să vă pregătiți, baftă.
Swain a explicat că ideea evenimentului a fost concepută din plictiseala din izolarea cauzată de COVID-19 și din frustrare de a nu putea primi o exclusivitate pe social media, datorită frecvenței ridicate a persoanelor care aveau același nume, dar nu se aștepta ca invitația să devină virală.
Swain a postat o captură de ecran a conversației pe Twitter în aceeași zi. Tweetul a primit 64 de mii de aprecieri și 21 de mii de redistribuiri în decurs de două săptămâni. Deși Swain a spus că tweet-ul este „în totalitate o glumă”, conversația a devenit un meme pe rețelele de socializare. Cu câteva zile înainte de eveniment, Swain a anunțat pe Reddit pentru o strângere de fonduri pentru eveniment în beneficiul Fundației Spitalul pentru Copii și Centrul Medical (CH&MC) din Omaha, împreună cu o cerere pentru începerea unui food drive pentru Banca de Alimente din Lincoln. În aceeași postare, Swain i-a încurajat pe participanți să-și aducă bastoane de piscină ca arme simulate pentru lupta planificată.
Swain a ales Lincoln, Nebraska ca așezare pentru eveniment datorită locației sale centrale din Statele Unite, coordonatele specifice, alese aleatoriu, fiind situate pe proprietate privată. Deținătorul proprietății, totuși, nu a fost de acord să găzduiască „un astfel de eveniment ridicol” și, ca atare, lupta a fost mutată în Air Park, la aproximativ 2,6 mile (4,2 km) distanță.

## Eveniment
În ziua aleasă, aproape o mie de oameni, inclusiv cel puțin 50 de persoane pe nume Josh, s-au adunat în Air Park. Participanții au venit din New York, Washington și Texas, îmbrăcați în costume de super-eroi și Star Wars. Alții au venit cu costume de bricolaj, constând în armuri de corp confecționate din doze de suc, ambalaje pentru fast-food și alte obiecte aduse de acasă.
Au avut loc trei „lupte” - un joc de piatră, foarfecă, hârtie pentru cei pe nume Josh Swain, un al doilea cu baston de piscină pentru toți participanții pe nume Josh și o a treia și ultimă luptă all-in pentru oricine deține un baston de piscină dispus să participe. Doar doi dintre cei prezenți au fost numiți „Josh Swain”: Josh Swain, creatorul evenimentului, a învins un rival de 38 de ani, Josh Swain, din Omaha, la „proba” de piatră, foarfecă, hârtie. Un băiat din zonă, în vârstă de patru ani pe nume Josh Vinson Jr., supranumit „Micul Josh”, care fusese tratat la Spitalul de Copii și Centrul Medical din Omaha pentru convulsii la vârsta de doi ani, a fost declarat câștigătorul suprem. Vinson Jr. a fost încoronat cu o coroană de hârtie de la Burger King, precum și cu o replică a centurii de campionat mondial AEW. Tatăl lui Vinson Jr., Josh Vinson Sr., a spus după aceea că fiul său a avut distracția vieții lui.
Evenimentul a strâns 14.355 de dolari pentru Spitalul de Copii și Centrul Medical  — cu mult peste obiectivul inițial de 1.000 de dolari  — și a adunat peste 200 pounzi (91 kg) de perisabile pentru banca de alimente din apropiere. CH&MC a arătat de atunci apreciere pentru strângerea de fonduri pe rețelele de socializare.  Pe 6 mai, Josh Cellars, o companie producătoare de vin din California, a decis să tripleze donația donând 30.000 de dolari pentru fonduri.